# Charles van Renynghe de Voxvrie
Charles van Renynghe de Voxvrie, né à Bruxelles le 8 mai 1900 et décédé à Bruges le 23 décembre 1982 était un avocat, éditeur de journaux, historien, et généalogiste.

## Biographie
Charles van Renynghe descendait d'une famille de notables de Poperinge et de ses environs, dont la généalogie remonte au XIVe siècle, et qui compta en son sein de nombreux titulaires de charges publiques.
Il était fils de l'ingénieur William van Renynghe de Voxvrie (1873-1938) et d'Aline Dhont (1874-1919). Il épousa la baronne Edith van Zuylen van Nyevelt (1906-2002) en 1925 et ils eurent six enfants, dont Guy van Renynghe de Voxvrie (°1926), neuropsychiatre et Louis van Renynghe de Voxvrie (°1935).
Il fit ses Humanités au Collège Saint-Pierre (Uccle) (avec sa rhétorique en 1916) et a ensuite étudié le droit à l'Université libre de Bruxelles. Après l'interruption de ses études par la Grande Guerre, il obtient un doctorat en droit en 1922, ainsi qu'un diplôme en sciences sociales de l'Institut Solvay.
Il s'établit d'abord comme avocat à Bruxelles, puis s’inscrivit ensuite au barreau d'Ypres dans les années trente. Il publia "le Sud" de 1931 à 39, un journal hebdomadaire rexiste. Il fut le premier candidat sur la liste de Rex au conseil provincial en 1936. Il fit partie du barreau de Bruges de 1941 à 1945.
À Bruxelles, il a participé à diverses initiatives liées au parti catholique, telles que :
- Membre de La Jeunesse Nouvelle,
- Administrateur de La Ligue pour l'Autorité, hebdomadaire dont il a été le fondateur et l'éditeur,
- Secrétaire de l'Association Catholique d'Ixelles,
- Directeur de l'hebdomadaire Le Courrier d'Ixelles,
- Membre de la politique de la jeunesse catholique centrale,
- Membre du bureau de la Fédération catholique,
- Membre du mouvement "L'esprit Nouveau",
- Collaborateur de la Revue catholique des idées et des faits.

À Ypres, il s'est consacré à la reconstruction de la ville après les destructions de la Grande Guerre. Pour ce faire, il fonda l'association Les Amis d'Ypres - De Vrienden van Ieper et a été aussi cofondateur des Amis de l'Hôtel-Musée Merghelynck. Il fut mandaté par le propriétaire de ce musée, l'Académie royale des sciences, des lettres et des beaux-arts de Belgique à qui Arthur Merghelynck l'avait légué, pour en diriger la restauration et la rénovation. Il en fut nommé le conservateur et occupa ce poste jusqu'à peu de temps avant sa mort.
En 1939, il quitte Ypres pour Bruges afin de prendre la direction du journal catholique centenaire La Patrie. Il a participé, avec le grade de lieutenant, à la campagne de dix-huit jours et a été démobilisé en juin 1940. Le journal La Patrie paru pour la dernière fois le 13 mai 1940 et ne fut plus jamais publié ensuite.
Pendant la guerre, il s'impliqua dans la philatélie et a publié l'histoire de l'Union philatélique de Bruges. Il reprend également ses activités de généalogie qui, après la guerre, aboutit à la création des Tablettes des Flandres, une collection en 26 volumes d'histoire et de généalogie concernant des familles remarquables principalement en Flandre occidentale et en Flandre française, publiée entre 1948 et 1973. Ses principaux collaborateurs et coauteurs étaient Albert de Schietere de Lophem et Willy van Hille.
Pendant des décennies, Charles van Renynghe a été l'organisateur d'activités culturelles et de conférences en langue française à Bruges, sous le titre Echos du Monde. Il a également maintenu les liens avec la Flandre française, en premier lieu avec Bergues-Saint-Winoc (Bergues). Il s'intéressa également à la période bourguignonne et prit l'initiative de la grande exposition consacrée à l'Ordre de la Toison d'Or en 1962.
Il a été commandant de l'Ordre du Saint-Sépulcre et membre et prévôt (en 1968) de la Noble Confrérie du Saint-Sang. Il fut également été administrateur de l'Office généalogique et héraldique de Belgique.
L'Académie royale lui a décerné un prix spécial Arthur Merghelynck.
En 1973, lors d'une séance à l'Hôtel de Ville de Bruges, un hommage solennel lui est rendu par l'Académie Royale de langue et de littérature française de Belgique et par l’Administration communale de Bruges.
En octobre 1981, il fut admis personnellement dans la noblesse belge avec le titre de chevalier (lettres patentes du 7 octobre 1982).

## Publications

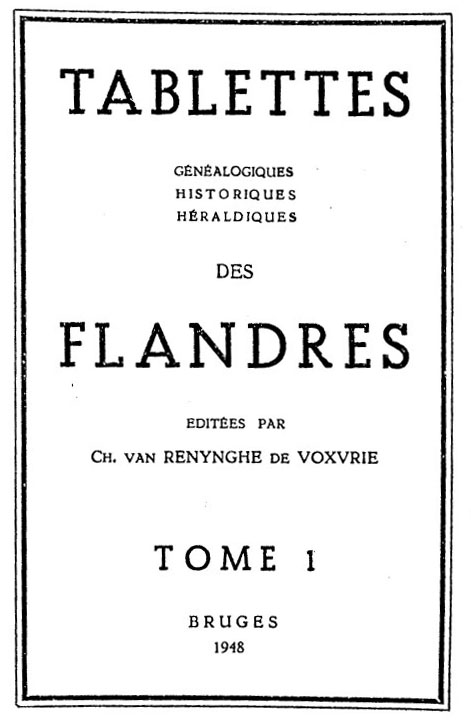

- Soixante ans de philatélie, Bruges, 1944.
- L'œuvre d'Arthur Merghelynck, in: Tablettes des Flandres, T. I, Bruges, 1948.
- L'épitaphier de Bruges, in: Tablettes des Flandres, T. I, 1948 -  T. II, 1949 - T. III, 1950 - T. V, 1953
- A Ypres en 1787. Correspondance de Madame Walwein-van den Peereboom, in: Tablettes des Flandres, T. II, Bruges, 1949.
- Histoire d'une famille patricienne, les Van de Walle de la Châtellenie de Cassel, in: Tablettes des Flandres, T. II, 1949,- T. III, 1950 - T. IV, 1951 - T. V, 1953 - T. VI, 1955
- Acquisitions de charges au 18e siècle, in: Tablettes des Flandres, T. III, Bruges 1950.
- Les couverts en argent au 18e siècle, in: Tablettes des Flandres, T. IV, Bruges, 1951.
- Les registres paroissiaux de la Flandre Occidentale, in: Tablettes des Flandres, T. IV, 1951 - T. VI, 1955 - T. IX, 1969.
- Le centenaire d'Arthur Merghelynck et la Restauration de l'Hôtel-musée, in: Tablettes des Flandres, T. V, Bruges, 1953.
- Les La Tour du Pin et Corneille à Ypres, T. VI, Bruges, 1955.
- Les familles espagnoles dans les provinces belgiques. Les de Bovadilla à Bruges, in: Tablettes des Flandres, T.VI, Bruges, 1955.
- Odon van Ackere, soldat de l'Empereur, in: Tablettes des Flandres, T. VII, Bruges, 1957.
- (coauteur avec E. COPPÏETERS) Histoire professionnelle et sociale de la famille Coppieters, 1550-1965, Tablettes des Flandres, Recueil 7, Bruges, 1966, Recueil 8, Bruges, 1968.
- Histoire de la famille Belle, in: Tablettes des Flandres, T. IX, 1969.
- Famille de Bonduwe, in: Tablettes des Flandres, T. IX, Bruges, 1969
- Les vitraux de la basilique du Saint-Sang, in: Tablettes des Flandres, T. IX, Bruges, 1969
- Filiation van Renynghe à Poperinghe, in: Tablettes des Flandres, T.X, Bruges, 1973.
- La famille Belle à Ypres, in: Tablettes des Flandres, T. X, Bruges, 1973.

## Sources
- (nl) Cet article est partiellement ou en totalité issu de l’article de Wikipédia en néerlandais intitulé « Charles van Renynghe de Voxvrie » (voir la liste des auteurs).